# آجی کوسوما
آجی کوسوما (انگلیسی: Aji Kusuma؛ زادهٔ ۳۰ ژانویهٔ ۱۹۹۹) بازیکن فوتبال است.
وی همچنین در تیم ملی فوتبال زیر ۲۰ سال اندونزی بازی کرده‌است.